# Bani Al Awam (huyện)
Huyện Bani Al Awam là một huyện thuộc tỉnh Hajjah, Yemen. Đến thời điểm năm 2003, huyện này có dân số 52222 người